# NGC 4726
NGC 4726 (również PGC 926789) – galaktyka soczewkowata (S0), znajdująca się w gwiazdozbiorze Kruka. Odkrył ją Wilhelm Tempel w 1882 roku.
W galaktyce tej zaobserwowano supernową SN 2012bo.